# William Alfred Fowler
William Alfred Fowler (Pittsburgh, Pennsylvania, 1911. augusztus 9. – Pasadena, Kalifornia, 1995. március 14.) amerikai Nobel-díjas asztrofizikus.

## Munkássága
Fowler egyike volt a B²FH néven ismert híres asztrofizikai publikáció szerzőinek (Synthesis of the Elements in Stars).

## Publikációk
- E. Margaret Burbidge, G. R. Burbidge, William A. Fowler, F. Hoyle (1957). „Synthesis of the Elements in Stars”. Reviews of Modern Physics 29 (4), 547–650. o, Kiadó: Amerikai Fizikai Társaság. DOI:10.1103/revmodphys.29.547. (Hozzáférés: 2017. május 9.)
- Fowler, WA, "Temperature and Density Conditions for Nucleogenesis by Fusion Processes in Stars" , WK Kellogg Radiation Laboratory at the California Institute of Technology , United States Department of Energy (through predecessor agency the Atomic Energy Commission
- Seeger, PA& WA Fowler. "Integrated Flux Distributions in Neutron Capture in Stars", Los Alamos National Laboratory, California Institute of Technology, United States Department of Energy
- Colgate, SA, Audouze, J. & WA Fowler. "Helium (3) Rich Solar Flares" , Los Alamos National Laboratory